# هرمان بلاو
هرمان بلاو (بالألمانية: Hermann Blau)‏ هو كيميائي ألماني، ولد في 21 يناير 1871 في Graben-Neudorf ‏ في ألمانيا، وتوفي في 18 فبراير 1944 في شتيفآنسكيرشن في ألمانيا.